# Эткинд, Ефим Григорьевич
Ефи́м Григо́рьевич Э́ткинд (26 февраля 1918, Петроград — 22 ноября 1999, Берлин) — советский и французский филолог, историк литературы, переводчик европейской поэзии, создатель школы поэтического перевода. Доктор филологических наук (1965), профессор многих университетов. В 1974 году по политическим мотивам был лишён гражданства СССР и выслан из страны.

## Биография
Родился в Петрограде; его мать была певицей, отец — коммерсантом, в годы нэпа арендовавшим бумажную фабрику, неоднократно подвергавшимся репрессиям, умершим от голода в блокадном Ленинграде в 1942 году.
Окончил немецкую школу (бывшая Петришуле) и романо-германское отделение филологического факультета Ленинградского государственного университета (1941). Ученик В. М. Жирмунского и Б. Г. Реизова.
В 1942 году ушёл добровольцем на фронт, имел воинское звание старший лейтенант, был военным переводчиком.
После окончания Великой Отечественной войны защитил кандидатскую диссертацию на тему «Роман Э. Золя 70-х годов и проблема реализма» (1947), преподавал в 1-м Ленинградском педагогическом институте иностранных языков. В 1949 году в ходе так называемой «борьбы с космополитизмом» был уволен «за методологические ошибки» и уехал в Тулу, где преподавал в педагогическом институте.
В 1952 году вернулся в Ленинград, в 1965 году защитил докторскую диссертацию на тему «Стихотворный перевод как проблема сопоставительной стилистики». С 1967 года был профессором Ленинградского педагогического института им. Герцена.
В 1964 году выступил свидетелем защиты на процессе Иосифа Бродского, суд вынес в его адрес частное определение, после чего Эткинд получил взыскание Ленинградского отделения Союза писателей СССР, в котором состоял с 1956 года. В дальнейшем открыто поддерживал А. И. Солженицына, помогал ему в работе, встречался и переписывался с А. Д. Сахаровым. Несколько статей и переводов Эткинда распространялись в самиздате. В 1972—1973 годах Эткинд участвовал в подготовке самиздатского собрания сочинений И. Бродского.
В 1974 году из-за контактов с А. И. Солженицыным, хранения копии «Архипелага ГУЛАГа», поддержки И. Бродского во время суда над поэтом, квалифицированных как антисоветская деятельность, был уволен из Педагогического института, где до этого 25 лет преподавал французскую литературу, исключён из Союза писателей, лишён научной степени, звания и должности и, не имея возможности устроиться на работу, принял решение эмигрировать из СССР. Книги Эткинда были изъяты из магазинов и библиотек на 20 лет.
В эмиграции проживал в Париже. Преподавание в зарубежных университетах принесло ему международное признание и славу. До 1986 года был профессором Х Парижского университета (Нантер). Печатался в журналах Континент, Синтаксис, Время и мы, Страна и мир. Подготовил к печати и выпустил со своим предисловием роман Василия Гроссмана «Жизнь и судьба». После выхода на пенсию преподавал русскую литературу в университетах Франции, Германии, Италии, Швейцарии, Великобритании. Активный организатор международных академических исследований: под его редакцией вышли, в частности, материалы американских симпозиумов по Лермонтову, Цветаевой, Державину.
Создал школу поэтического перевода и опубликовал более 500 научных работ.
В годы перестройки Ефиму Эткинду были возвращены звание профессора и докторская степень (1994 г.), он постоянно приезжал в Россию, печатался в российской прессе. Архив Эткинда был передан им в Российскую Национальную Библиотеку в Санкт-Петербурге.
В Ленинграде проживал по адресу ул. Чапыгина, д. 1.
Последние 10 лет жизни состоял в браке с Эльке Либс, профессором германистики университета Потсдам (официально брак был зарегистрирован в 1994 году), с которой познакомился во время совместной работы в Орегонском университете.
Был похоронен согласно завещанию рядом со своей первой женой на кладбище городка Ивиньяк-ла-Тур (Бретань, Франция).

## Семья
- Первая жена — Екатерина Фёдоровна Зворыкина, переводчик
  - Дочь — Мария Эткинд-Шафрир (1946—2023)
  - Дочь — Екатерина Эткинд-Допера
  - Дочь (вне брака) — Елизавета Комарова, её мать — переводчик Ирина Бенедиктовна Комарова
- Вторая жена — Эльке Либс-Эткинд, литературовед-германист
- Брат — Марк Григорьевич Эткинд, искусствовед[4]
  - племянник — Александр Маркович Эткинд, российско-американский психолог, культуролог

## Труды
Ефим Эткинд является автором более чем 550 научных работ в области романской и германской филологии, проблем стилистики, теории художественного перевода.

### Монографии
- Эткинд Е. Г. Семинарий по французской стилистике. Ч. 1—2. — Л., 1960—1961; 2-е изд. — М., Л., 1964; 3-е изд., доп. — М.: Книжный дом «ЛИБРОКОМ», 2009.
- Эткинд Е. Г. Поэзия и перевод. — Л.: Советский писатель, 1963.
- Эткинд Е. Г. Об искусстве быть читателем. — Л.: Знание, 1964.
- Эткинд Е. Г. Разговор о стихах. — М.: Детская литература, 1970.
- Эткинд Е. Г. Бертольт Брехт. — Л.: Просвещение, 1971.
- Эткинд Е. Г. Русские поэты-переводчики от Тредиаковского до Пушкина. — Л.: Наука, 1973.
- Эткинд Е. Г. Записки незаговорщика. — London, 1977, мемуары, англ. пер. — 1978.
- Эткинд Е. Г. Форма как содержание: Избранные статьи. — 1977.
- Эткинд Е. Г. Материя стиха. — Paris, 1978, переизд. 1985, 1998.
- Эткинд Е. Г. Кризис одного искусства: Опыт поэтики поэтического перевода. 1983.
- Эткинд Е. Г. Процесс Иосифа Бродского. — 1988.
- Эткинд Е. Г. Симметрические композиции у Пушкина. — 1988.
- Эткинд Е. Г. Стихи и люди. — Tenafly, 1988.
- Эткинд Е. Г. Там, внутри: Русская поэзия XX века. — СПб., 1996.
- Эткинд Е. Г. Внутренний человек и внешняя речь: Очерки психопоэтики русской литературы XVIII—XIX веков. — 1998.
- Эткинд Е. Г. Маленькая свобода : 25 немецких поэтов за пять веков в переводах Ефима Эткинда. — 1998.
- Эткинд Е. Г. Божественный Глагол: Пушкин, прочитанный в России и во Франции. — 1999.
- Эткинд Е. Г. Записки незаговорщика; Барселонская проза. — 2001.
- Эткинд Е. Г. Проза о стихах. — 2001.
- Эткинд Е. Г. Психопоэтика. — СПб.: Искусство-СПБ, 2005. — 704 с. — 2000 экз. — ISBN 5-210-01583-1.

### Составление и редакция
- Писатели Франции (1964)
- Мастера русского стихотворного перевода / Вступительная статья, подготовка текста и примечания Е. Г. Эткинда. — Л.: Советский писатель, 1968. — (Библиотека поэта).
- Французские стихи в переводе русских поэтов XIX—XX вв. (1969)
- 323 эпиграммы (1988)
- Мастера поэтического перевода, XX век (1997)

### Переводы
- Межелайтис Э. Кастант-музыкант (1952)
- Брехт Б. Карьера Артуро Уи. (1963)
- Каценельсон И. Сказание об истребленном еврейском народе. (1998)

## Признание
Действительный член Академии гуманитарных наук России (1994), член-корреспондент Баварской академии изящных искусств, Академии наук и искусств в Майнце, Германской Академии литературы и языка. Кавалер Золотой пальмовой ветви Франции за заслуги в области французского просвещения (1986).
В 2006 году Европейским университетом в Санкт-Петербурге учреждена Международная премия имени Ефима Эткинда.